# Dragutin Zelenović
Dragutin Zelenović (serbio: Драгутин Зеленовић; Sirig, 19 de mayo de 1928-Novi Sad, 27 de abril de 2020) fue primer ministro de Serbia Trabajó como miembro de la presidencia de Yugoslavia de 1989 hasta 1991. 

## Biografía
Fue profesor en la facultad de ciencias técnicas y rector de la Universidad de Novi Sad (1987–1989). También es miembro de la Academia serbia de Artes y Ciencias desde 1987. En 1991 se convirtió en miembro del Partido Socialista de Serbia. 
En la Asamblea del 15 de enero de 1991, fue elegido primer ministro de Serbia, a petición de Slobodan Milošević, tras la victoria del Partido Socialista, en las elecciones generales en diciembre de 1990. Sin embargo, perdió popularidad, tras las protestas en la ciudad de Belgrado, realizadas en marzo de 1991, en la cual Mirosevic mandó a sacar tanques a las calles y reprimir las protestas. Renunció en septiembre de ese mismo año, siendo reemplazado por Radoman Bozovic.
El 27 de abril de 2020 se anunció su fallecimiento a los noventa y dos años.